# Veneer
Veneer è il primo album del cantautore svedese José González, pubblicato nell'ottobre 2003 in Svezia e nel 2005 prima nel resto d'Europa e poi negli Stati Uniti.
Il brano Heartbeats è una cover in versione acustica dei The Knife.

## Tracce
1. Slow Moves – 2:52
2. Remain – 3:45
3. Lovestain – 2:18
4. Heartbeats – 2:40
5. Crosses – 2:43
6. Deadweight on Velveteen – 3:27
7. All You Deliver – 2:20
8. Stay in the Shade – 2:23
9. Hints – 3:52
10. Save Your Day – 2:30
11. Broken Arrows – 1:58